# Chodosy (Ukraina)
Chodosy (ukr. Ходоси) – wieś na Ukrainie, w obwodzie rówieńskim, w rejonie rówieńskim, w hromadzie Szpanów. W 2001 liczyła 351 mieszkańców, spośród których 350 wskazało jako ojczysty język ukraiński, a 1 mołdawski.
W okresie międzywojennym wieś znajdowała się w granicach II RP, wchodząc w skład gminy Aleksandria w powiecie rówieńskim, w województwie wołyńskim.